# Rytmika okresowa
Rytmika okresowa - element regulujący przebieg dzieła muzycznego w czasie, będący stałym schematem rytmicznym powtarzającym się w równych odstępach (okresowo).
Przykładem występowania rytmiki okresowej jest Preludium op. 28 nr 7 i 9 Fryderyka Chopina.
Określone specyficzne cechy utworów o rytmice okresowej pozwalają na wyróżnienie rytmów marszowych czy tanecznych.